# Dapsilothrix jeanae
Dapsilothrix jeanae är en stekelart som beskrevs av Lasalle 1994. Dapsilothrix jeanae ingår i släktet Dapsilothrix och familjen finglanssteklar. Inga underarter finns listade i Catalogue of Life.